# Gelbling
Der Gelbling (Sibbaldia procumbens) ist eine Pflanzenart aus der Gattung Sibbaldia in der Unterfamilie Rosoideae innerhalb der Familie der Rosengewächse (Rosaceae).

## Beschreibung

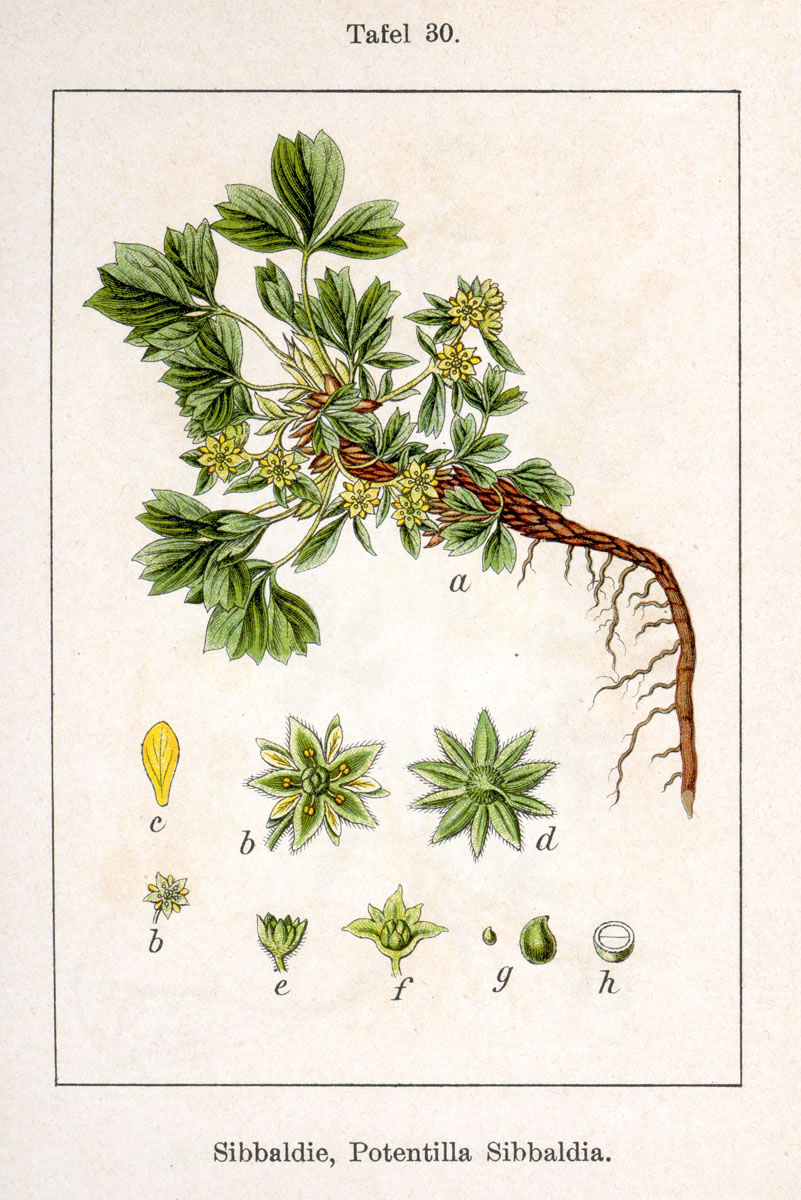
Illustration aus Sturm

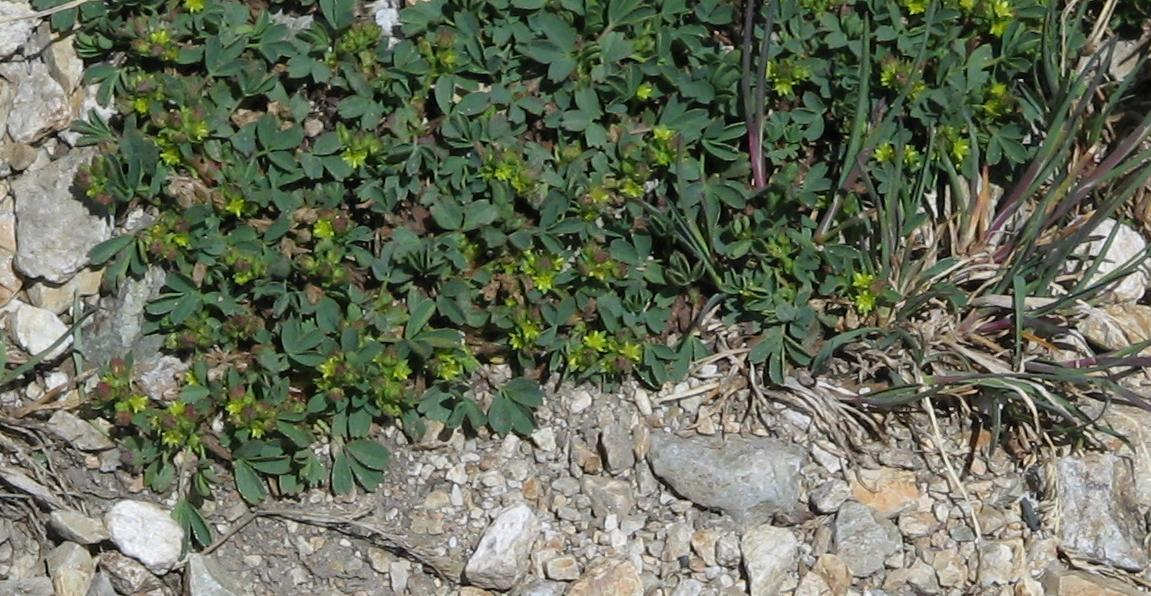
Habitus

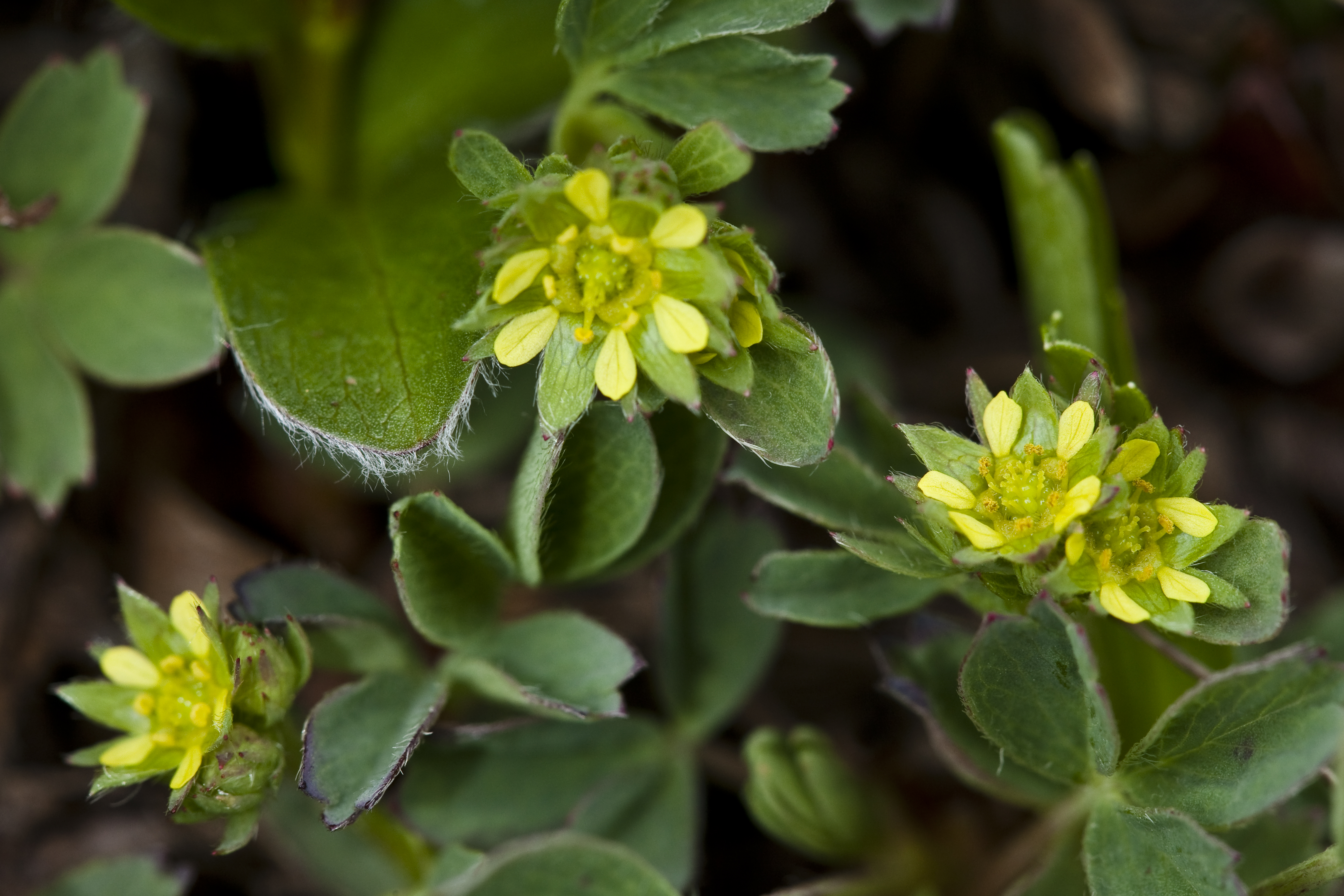
Radiärsymmetrische, fünfzählige Blüten

### Vegetative Merkmale
Der Gelbling ist eine ausdauernde krautige Pflanze, die Wuchshöhen von nur 1 bis 4, selten bis zu 10 oder 20 Zentimetern erreicht. Es handelt sich um eine rasenbildende Pflanze. Die niederliegenden Stängel sind 2 bis 5, selten bis zu 7 Zentimeter lang. Das Rhizom ist kurz, verholzt, verzweigt und von abgestorbenen Nebenblättern und Blattstielresten umhüllt.
Die Laubblätter sind in Blattstiel und Blattspreite gegliedert. Der Blattstiel ist mit einer Länge von 10 bis 50 Millimetern relativ lang und vorwärts anliegend behaart. Die dreizählige Blattspreite ist oberseits graugrün und kahl, unterseits blaugrünlich und hier etwas dichter behaart. Die Fiederblättchen sind bei einer Länge von 5 bis 20 Millimetern verkehrt-eiförmig mit keilförmigem Grund. Das Endblättchen ist gestutzt und endet mit drei groben, rundlich-stumpfen Zähnen von etwa gleicher Länge. Die Seitenblättchen haben am Grund meist eine schiefe Basis. Die Nebenblätter sind 3 bis 6 Millimeter lang und mit dem Blattstiel verwachsen.

### Generative Merkmale
Die Blütezeit beginnt sofort nach der Schneeschmelze und liegt zwischen Juli und September. Zwei bis sechs, selten bis zu zehn Blüten, die Laubblätter oft nicht überragen, stehen in einem dichten trugdoldigen Blütenstand zusammen und tragen am Grund einfache Hochblätter.
Die zwittrigen Blüten sind fünfzählig und radiärsymmetrisch. Die Außenkelchblätter sind schmal-lanzettlich und etwas kürzer als die Kelchblätter. Die fünf Kelchblätter sind bei einer Länge von etwa 3 Millimetern breit-lanzettlich. Die fünf freien, grünlich-gelben Kronblätter sind bei einer Länge von 1,5 bis 2 Millimetern schmal und verkehrt-eiförmig. Es sind meist fünf Staubblätter vorhanden. Der Fruchtknoten ist fein runzelig.
Die zwei bis fünf Nüsschen sind eiförmig und glänzend.
Die Chromosomenzahl beträgt 2n = 14.

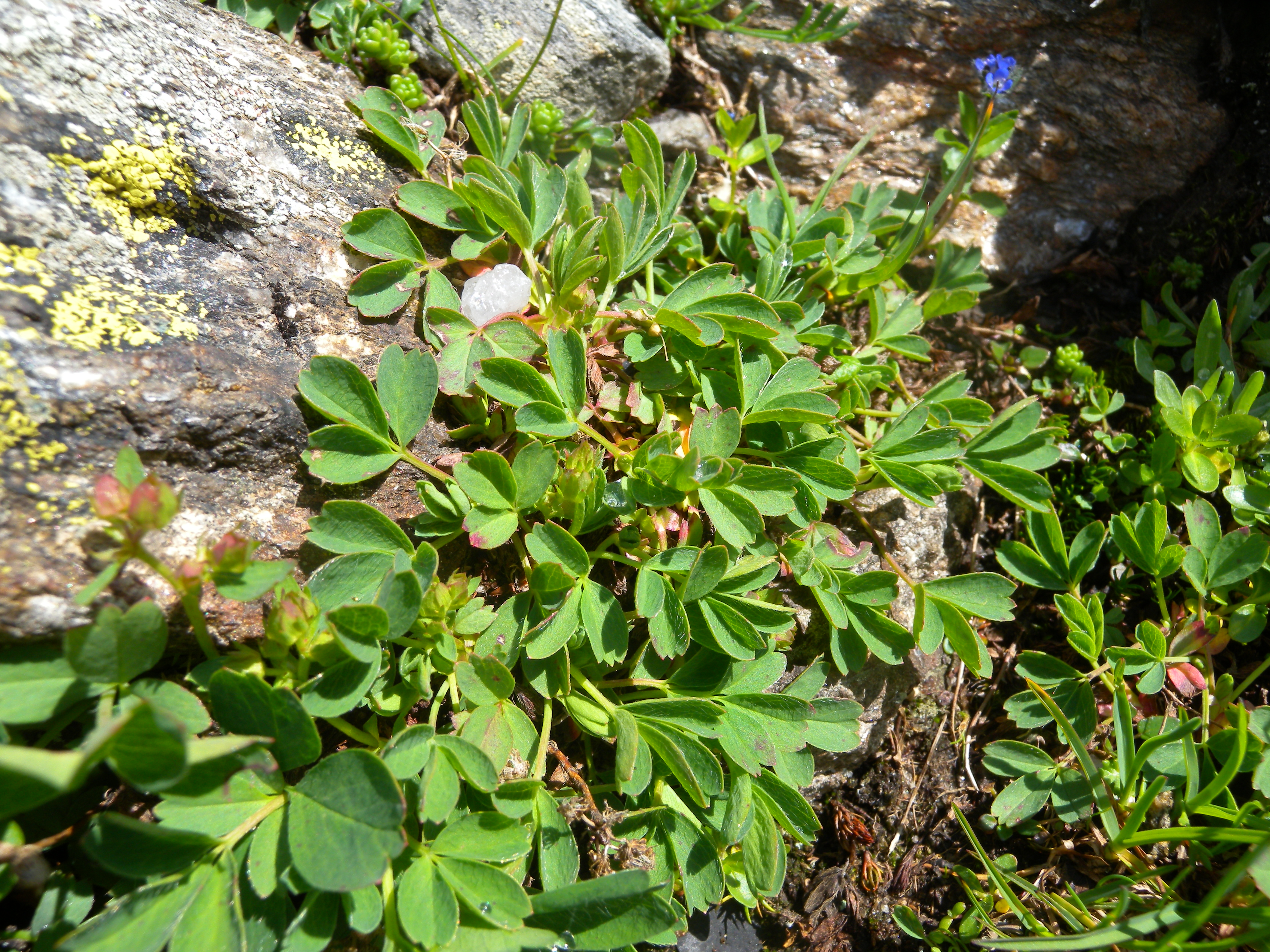
Habitus und Laubblätter im Habitat

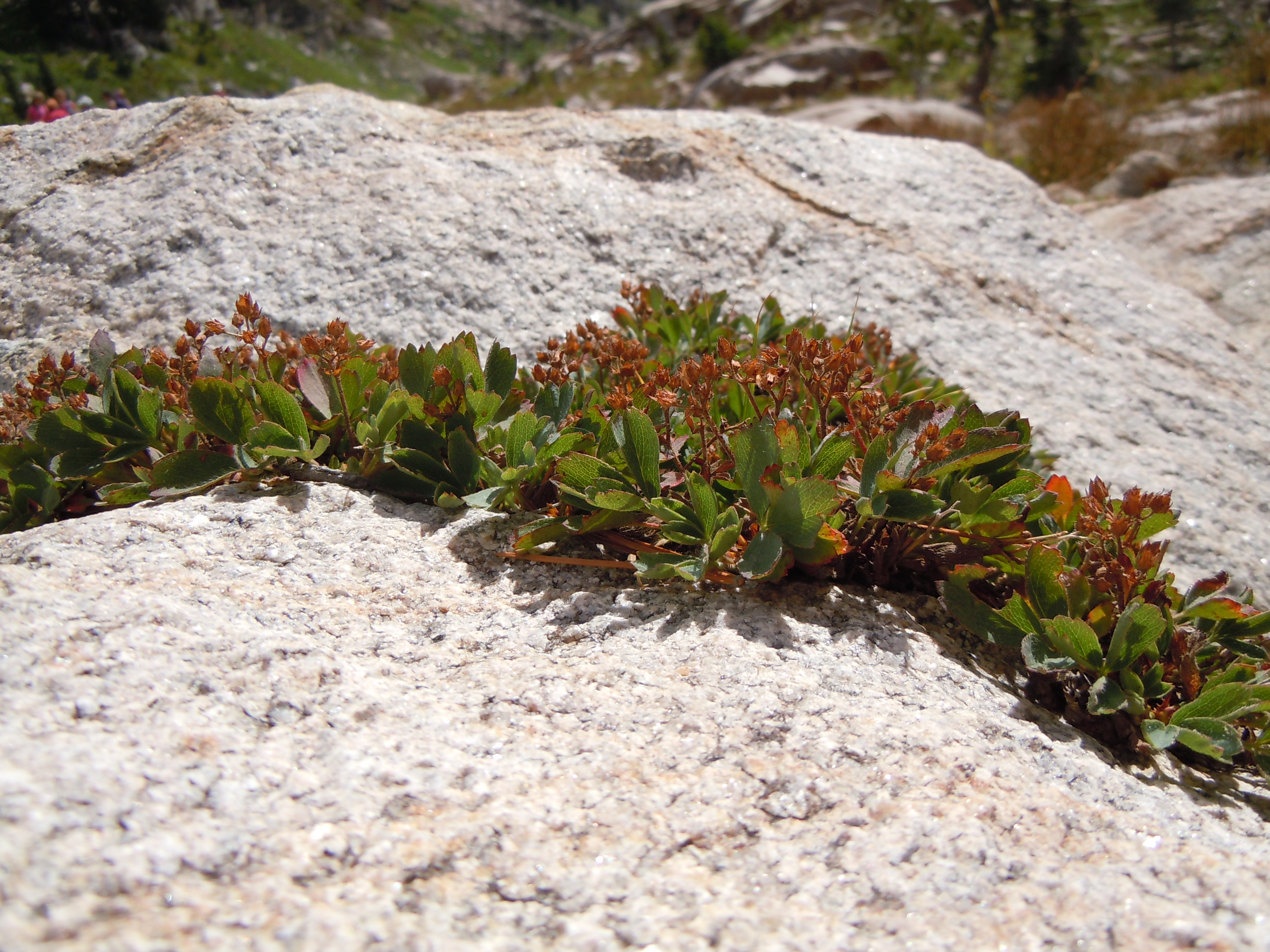
Habitus im Habitat

## Vorkommen
Dieses arktisch-alpine Florenelement ist zirkumpolar verbreitet. Ihr Verbreitungsgebiet umfasst Nordamerika, südlich bis Kalifornien, Grönland, Island, Spitzbergen, Schottland, Skandinavien, Nordrussland. Es gibt aber weitere davon getrennte disjunkte Areale in den Alpen, Pyrenäen, Tatra, weiteren Gebirgen Südeuropas bis zum Kaukasus, Zentralasien und dem Himalaja bis Kamtschatka und der Beringstraße.
Der Gelbling besiedelt in der alpinen Stufe gern bodensaure, mehr oder weniger lehmige, ständig feuchte Standorte, besonders oft in Schneetälchen, die 9 bis 10 Monate von Schnee bedeckt sind. Er ist eine Charakterart des Verbands Salicion herbaceae. Er steigt im Engadin am Piz Languard bis in eine Höhenlage von 3255 Meter und in den Grajischen Alpen am Monte Emilius bis 3300 Meter auf. In den Allgäuer Alpen wächst er in Höhenlagen von 1700 bis zu 2380 Metern am Gipfel des Elferkopfs in Vorarlberg. In den Vogesen wächst er in Höhenlagen von 1200 bis 1360 Metern.
Die ökologischen Zeigerwerte nach Landolt et al. 2010 sind in der Schweiz: Feuchtezahl F = 3 (mäßig feucht), Lichtzahl L = 4 (hell), Reaktionszahl R = 2 (sauer), Temperaturzahl T = 1 (alpin und nival), Nährstoffzahl N = 3 (mäßig nährstoffarm bis mäßig nährstoffreich), Kontinentalitätszahl K = 1 (ozeanisch).

## Taxonomie
Die Erstveröffentlichung von Sibbaldia procumbens erfolgte 1753 durch Carl von Linné in Species Plantarum, Tomus I, S. 284. Ein Synonym für Sibbaldia procumbens L. ist Potentilla procumbens (L.) Clairv. Das Artepitheton  procumbens bedeutet niederliegend.